# Gouvernement provisoire de Priamour
26 mai 1921 – 25 octobre 1922
Entités précédentes :
- République d'Extrême-Orient

Entités suivantes :
- République d'Extrême-Orient

Le gouvernement provisoire de Priamour (en russe : Приамурский земский край) a existé dans la région russe d'Extrême-Orient de Priamour, en Russie, entre le 26 mai 1921 et le 25 octobre 1922, quand Vladivostok a été prise par l'Armée rouge. Une poche résista jusqu'au 16 juin 1923, mais hors du territoire du gouvernement. Il s'agissait de la dernière enclave de l'État russe pendant la Guerre civile russe. En Russie, cet État est connu sous le nom de « Чёрный буфер », soit littéralement « tampon noir »

## Histoire
Le gouvernement trouve son origine dans un coup d'État de l'Armée blanche à Vladivostok et dans ses environs, dont le but était de se détacher de la République d'Extrême-Orient, survivant derrière un cordon sanitaire de troupes japonaises impliquées dans l'Intervention en Sibérie. Le coup d'État a été déclenché le 26 mai 1921 par les Kappelevtsy, les restes de l'armée populaire du Komoutch de Vladimir Kappel.
Le gouvernement était dirigé par les frères Merkoulov : Spiridon Dionissevitch Merkoulov, ancien fonctionnaire du ministère de l'Agriculture et chef du gouvernement de Priamurye, et Nikolaï Merkoulov, un marchand. Tous deux avaient été députés de la Douma d'État de l'Empire russe et partisans du gouvernement provisoire russe. Un peu plus tard, l'ataman cosaque Grigori Semenov a tenté de prendre le pouvoir, mais il n'a pas reçu le soutien des Japonais et a fini par se retirer. Georgui Stark devient lui chef de la flottille militaire sibérienne.
Progressivement, l'enclave s'étendit brièvement pendant la campagne de Khabarovsk à Khabarovsk puis à Spassk, à 125 miles au nord de Vladivostok. Les Merkulov furent déposés en juin 1922 et remplacés par un des généraux de l'amiral Alexandre Kolchak, Mikhail Dieterichs.
En juillet 1922, un Zemski sobor (Приамурский Земский Собор) est convoqué sur le territoire. Ce sobor (ru) appelait tout le peuple russe à se repentir du renversement du tsar et proclamait un nouveau tsar, le grand-duc Nikolaï Nikolaïevitch. Le patriarche Tikhon a été nommé président honoraire du sobor. Ni le grand duc ni le patriarche n'étaient présents. Le territoire est rebaptisé Priamursky Zemsky Krai et Diterikhs se fait appeler Voïvode. L'armée est rebaptisée Zemskaya Rat (rat' est un terme slave archaïque signifiant "force militaire").
Lorsque les Japonais se retirent, l'armée soviétique de la République d'Extrême-Orient reprend la majeure partie du territoire du gouvernement de Priamurye. Le district d'Ayano-Maysky était alors controlé par Anatoli Pepeliaïev, dont la reddition en juin 1923 a marqué la fin de la Guerre civile russe.

## Sources
- Yuri Korolkov, Sovershenno Sekretno, Pri Opasnosti Szhech, Minsk: Belarus Publishers, 1986 (memoirs of the doctor Aleksandr Mikulin).